# نوک (سربیشه)
نوک یک روستا در ایران است که در دهستان مود شهرستان سربیشه واقع شده‌است. نوک ۵۹ نفر جمعیت دارد.